# The Glimmer Room
The Glimmer Room (TGR) is een Britse band, die maar uit één persoon bestaat: Andy Condon. De muziek van The Glimmer Room behoort tot de Berlijnse School voor Elektronische Muziek. De band debuteerde in 2002 met Tomorrow’s Tuesday. Sindsdien verscheen een aantal albums, dan wel speelde The Glimmer Room mee op verzamelalbums.  De albums verschenen op het zeer kleine platenlabel A-Frame.

## Discografie
- 2002: Tomorrow’s Tuesday
- 2004: Grey Mirrors
- 2007: Now we are six (live-opnamen)
- 2008: Home Without the Journey
- 2010: I remain